# عباهة (يريم)

تعديل مصدري - تعديل

عباهة هي إحدى قرى عزلة ارياب بمديرية يريم التابعة لمحافظة إب، بلغ تعداد سكانها 252 نسمة حسب تعداد اليمن لعام 2004.